# Resolució 131 del Consell de Seguretat de les Nacions Unides
La Resolució 131 del Consell de Seguretat de les Nacions Unides, aprovada el 9 de desembre de 1958, després d'examinar l'aplicació de la República de Guinea per a ser membre de les Nacions Unides, el Consell va recomanar a l'Assemblea general que Guinea fos admesa. La resolució fou aprovada amb 10 vots a favor i l'abstenció de França.